# Tarragona (Gerichtsbezirk)
Der Gerichtsbezirk Tarragona ist einer der acht Gerichtsbezirke in der Provinz Tarragona.
Der Bezirk umfasst 13 Gemeinden auf einer Fläche von 212,71 km² mit dem Hauptquartier in Tarragona.

## Gemeinden
| Gemeinde                 | Einwohner (2024) | Fläche km² | Dichte Einw./km² | Cod INE | Postleitzahl       |
| ------------------------ | ---------------- | ---------- | ---------------- | ------- | ------------------ |
| La Canonja               | 5.943            | 7,32       | 812              | 43907   | 43110              |
| El Catllar               | 5.218            | 26,48      | 197              | 43043   | 43764              |
| Constantí                | 6.888            | 31,38      | 220              | 43047   | 43120              |
| El Morell                | 3.878            | 5,89       | 658              | 43095   | 43760              |
| Els Pallaresos           | 5.006            | 5,45       | 919              | 43100   | 43151              |
| Perafort                 | 1.308            | 9,68       | 135              | 43103   | 43152, 43155       |
| La Pobla de Mafumet      | 4.115            | 6,13       | 671              | 43109   | 43140              |
| Renau                    | 158              | 8,41       | 19               | 43122   | 43886              |
| El Rourell               | 403              | 2,28       | 177              | 43134   | 43142              |
| Salou                    | 30.810           | 15,07      | 2.044            | 43905   | 43840              |
| La Secuita               | 1.828            | 17,81      | 103              | 43144   | 43765              |
| Tarragona                | 141.151          | 55,03      | 2.565            | 43148   | 43001–43008, 43100 |
| Vila-seca                | 23.826           | 21,78      | 1.094            | 43171   | 43480              |
| Gerichtsbezirk Tarragona | 230.532          | 212,71     | 1.084            | –       | –                  |